# 스테판 카피치치
스테판 카피치치(세르비아어: Стефан Капичић, 1978년 12월 1일 ~ )는 세르비아계 배우로, 주로 미국 드라마와 영화에 출연하였다. 영화 《데드풀》(2016)과 속편 《데드풀 2》(2018)에서 콜로서스 역 목소리를 담당했다. 독일 쾰른에서 몬테네그로인 어머니와 세르비아인 아버지 사이에서 태어났으며 현재는 크로아티아 자그레브에서 거주 중이다.

## 출연작 목록

### 영화
- 데드풀 (2016) - 콜로서스 역
  - 데드풀 2 (2018)
  - 데드풀과 울버린 (2024)
- 라스트 보이지 오브 더 데메테르 (2023)

### 텔레비전
- 넘버스 (2008)
- 24 (2010)
- 더 이벤트 (2011)